# دستگیری سربازان بریتانیایی توسط ایران

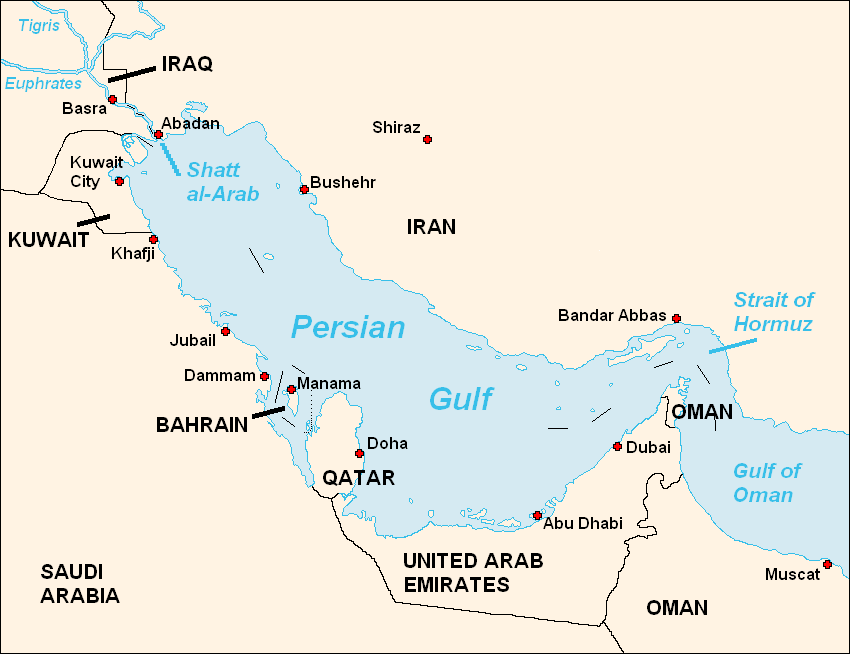
نقشه خلیج فارس.

در تاریخ ۲۳ مارس ۲۰۰۷، ۱۵ نفر از خدمهٔ ناوچهٔ اچ‌ام‌اس کورنوال متعلق به نیروی دریایی پادشاهی بریتانیا در حالی که در جستجوی یک کشتی تجاری عراقی بودند توسط نیروی دریایی سپاه پاسداران در خلیج فارس دستگیر شدند. ملوانان انگلیسی اظهار داشتند که آن‌ها در داخل آب‌های کشور عراق به دنبال یک کشتی تجاری بوده‌اند، اما نیروهای ایرانی ادعا داشتند که سربازان انگلیسی پنج مایل در داخل آب‌های ایران بوده‌اند. ۱۵ ملوان انگلیسی، ۱۳ روز بعد و در پنجم آوریل همان سال آزاد شدند.

## آزادسازی ملوانان
رئیس‌جمهور ایران محمود احمدی‌نژاد در چهارم آوریل ۲۰۰۷ و طی یک کنفرانس خبری به‌طور غیرمنتظره ای تصمیم ایران مبنی بر آزادسازی ملوانان انگلیسی را اعلام کرد. وی این تصمیم را هدیه ای از جانب ایران به مردم بریتانیا اعلام کرد. طی دیدار ملوانان با محمود احمدی‌نژاد هدایایی همچون پسته، کتاب و صنایع دستی ایرانی به ملوانان داده شد. ظهر روز پنجم آوریل، ملوانان انگلیسی پس از آزادی، با پرواز مستقیم بریتیش ایرویز به فرودگاه هیترو لندن وارد شدند.

## فهرست دستگیرشدگان
در زیر نام ۱۵ تن سرباز نیروی دریایی انگلیس که در این حادثه دستگیر شدند، آورده شده‌است:
- ناوسروان نیروی دریایی انگلیس، فِلیکس کارمَن (افسر ارشد)
- کاپیتان، کریستوفِر اِیر
- ناواستوار دوم، گَوین کَوِندیش
  - مهناوی یکم، کریستوفِر کو
- دستیار مهناوی یکم، فای تورنی
- سرجوخه، مارک بَنکس
- مهناوی دوم، آرتور بچولِر
- مهناوی دوم، اَندرو هِندِرسون
- مهناوی دوم، سایمون مَسی
- مهناوی دوم، ناتان توماس سامِرز
- سرجوخه، پاول بارتون
- سرباز وظیفه، دانیِل مَستِرسون
- سرباز وظیفه، آدام اِسپِری
- سرباز وظیفه، جو تیندِل